# Мамедов, Рахиб Гюлмалы оглы
Рахиб Гюлмалы оглы Мамедов (азерб. Rahib Gülmalı oğlu Məmmədov; 25 августа 1967, Махризлы — 2 февраля 1987, Грузия) — советский азербайджанский военнослужащий, награждён орденом Красной Звезды.

## Биография
Рахиб Мамедов родился 25 августа 1967 года в селе Махризли Агдамского района. После окончания средней школы села Махризли в 1984 году он поступил в Агдамский техникум электрификации и механизации сельского хозяйства. Проучившись год в техникуме, в ноябре 1985 года был призван в армию. Служил в Грузинской ССР, в войсковой части, расположенной в поселке Хелвачаури, недалеко от города Батуми.

## Подвиг
В возрасте 20 лет Рахиб Мамедов проявил самопожертвование и героизм в селе Чаладиди Хобийского района Грузии, где он проходил армейскую службу в 1987 году. Спас 28 человек во время наводнения и погиб. Указом Президиума Верховного Совета СССР от 22 июля 1987 г. посмертно награждён орденом Красной Звезды.
Наблюдавшееся в феврале 1987 года в Грузии потепление, и как результат — ливневые дожди после выпавшего снега привели к стихийному бедствию в регионе. Вследствие этого река Риони вышла из берегов. Первая трагедия, вызванная разливом реки, произошла в селе Чаладиди. В республике было объявлено чрезвычайное положение. К эвакуации населения с затопленных территорий были привлечены военные части. В числе военнослужащих, находившихся за рулем четырёх бронетранспортеров (БТР), привлеченных к спасательным работам из моторизованной воинской части, расположенной в поселке Хелвачаури города Батуми, оказался и азербайджанец Рахиб Мамедов. В пути дала о себе знать какая-то неисправность в двигателе одного из БТР, мобилизованных для проведения спасательных работ. По достижении села Чаладиди команда ещё одного БТР, увидев, сколь ужасная и плачевная сложилась ситуация, отказывается входить в воду. Одним из двух остальных БТР управлял Рахиб Мамедов. В личном составе другого находились майор Куршаков и лейтенант Александр Ксенофонтов. Таким образом, спасательные работы начались. Железнодорожные пути, проходящие по нижней части села Чаладиди, ещё более усугубляли задачу перекрытия потока воды. Рахибу Мамедову, первым въехавшему на БТР в затопленное село, удалось спасти большое число его жителей. Но из-за того, что поленья, приносимые водой к железнодорожным путям и под мост, построенный неподалеку от них, преграждали поток, поэтому уровень воды поднимался. Во второй заезд лопасть винта БТР лейтенанта Ксенофонтова зацепился о дерево и сломался. БТР вышел из строя и начал тонуть. Увидев это, Рахиб Мамедов высадил жителей села и поспешил на помощь своим товарищам по службе. Было тяжело, но ему удалось спасти БТР Ксенофонтова. Но по мере подъёма уровня воды, проводить спасательные работы становилось все труднее, и военнослужащие, учитывая возможную опасность, хотели приостановить их. Но, видя, что в селе все ещё оставались люди, Рахиб Мамедов вместе с майором Куршаковым и лейтенантом Ксенофонтовым вновь вернулись в село, и, посадив на БТР остальных восемь человек, спасли их. На обратном пути поднявшаяся вода затруднила управление БТР. В такой напряженной ситуации ствол БТР зацепился о верхнее перекрытие моста и от удара согнулся. Поскольку БТР зацепился в направлении против течения, Рахиб, как бы ни старался, не мог исправить положение. А вода уже начала просачиваться в люк машины. В это время случилось ещё одно несчастье. Так, от ударов у находившегося внутри машины майора Куршакова случился перелом ног. И тогда Рахиб Мамедов приказал всем, кто находился на БТР, спрыгнуть на сушу. Сам же Рахиб, открыв на мгновенье люк БТР, только хотел выбраться из него, как мощная струя воды накрыла технику сверху, и Рахиба Мамедова зажало между БТР и железом моста. Как рассказывает лейтенант Ксенофонтов, именно под давлением воды машину словно выбросило на сушу. Когда они вышли из люка, увидели Рахиба Мамедова всего в крови.

## Память
Руководство бывшего СССР за самоотверженность посмертно наградило Рахиба Мамедова орденом Красной Звезды.
В 1987 году в войсковой части, где проходил на тот момент срочную службу Рахиб Мамедов был воздвигнут памятник-бюст отважному солдату.
В марте 1987 года по инициативе первого секретаря РКП Садыга Муртузаева в течение 40 дней было построено новое здание школы, в которой учился в своё время Рахиб Мамедов. Сначала в одной части школы был создан посвящённый герою уголок, затем на общественных началах начал действовать музей. Сбор экспонатов для школьного музея и демонстрацию их посетителям взял на себя учитель истории Мазаир Магеррамов.
В посёлке Ахмедли Хатаинского района Баку есть улица имени Рахиба Мамедова .
В средней школе, где он учился, создан музей имени Рахиб Мамедова. Музей возглавляет Сахиб Мамедов .
в 1997 году в память о Рахибе Мамедове был проведён международный турнир по боксу в Гардабанском районе .

## Фильмография
- Информация о завтрашней погоде (фильм, 1987)
- Путь в вечность (фильм, 1987)